# Thomas Erich Snow
Thomas Erich Snow, kanadski general, * 1905, † 1996.